# Thomas Doe
Thomas Bartwell Doe Junior (* 13. Oktober 1912 in Tacoma; † 19. Juli 1969 in Hendersonville, North Carolina) war ein US-amerikanischer Bobfahrer.

## Biografie
Thomas Doe lebte in den 1920er Jahren in Europa. Da es in den Vereinigten Staaten keine Bobbahnen gab, wurden für die Olympischen Winterspiele 1928 in St. Moritz Athleten, die in Europa lebten nominiert, darunter Doe. Im Alter von 15 Jahren trat er im Fünferbob mit Jennison Heaton, Lyman Hine und David Granger und Jay O’Brien an und konnte die Silbermedaille gewinnen. 
Sein Vater war Präsident der Sperry Corporation und übernahm später die Vickers Corporation. Diese übernahm schließlich auch Thomas und machte sie zu seinem Lebenswerk. Später zog er auf eine Farm in Asheville, North Carolina.